# バーナー

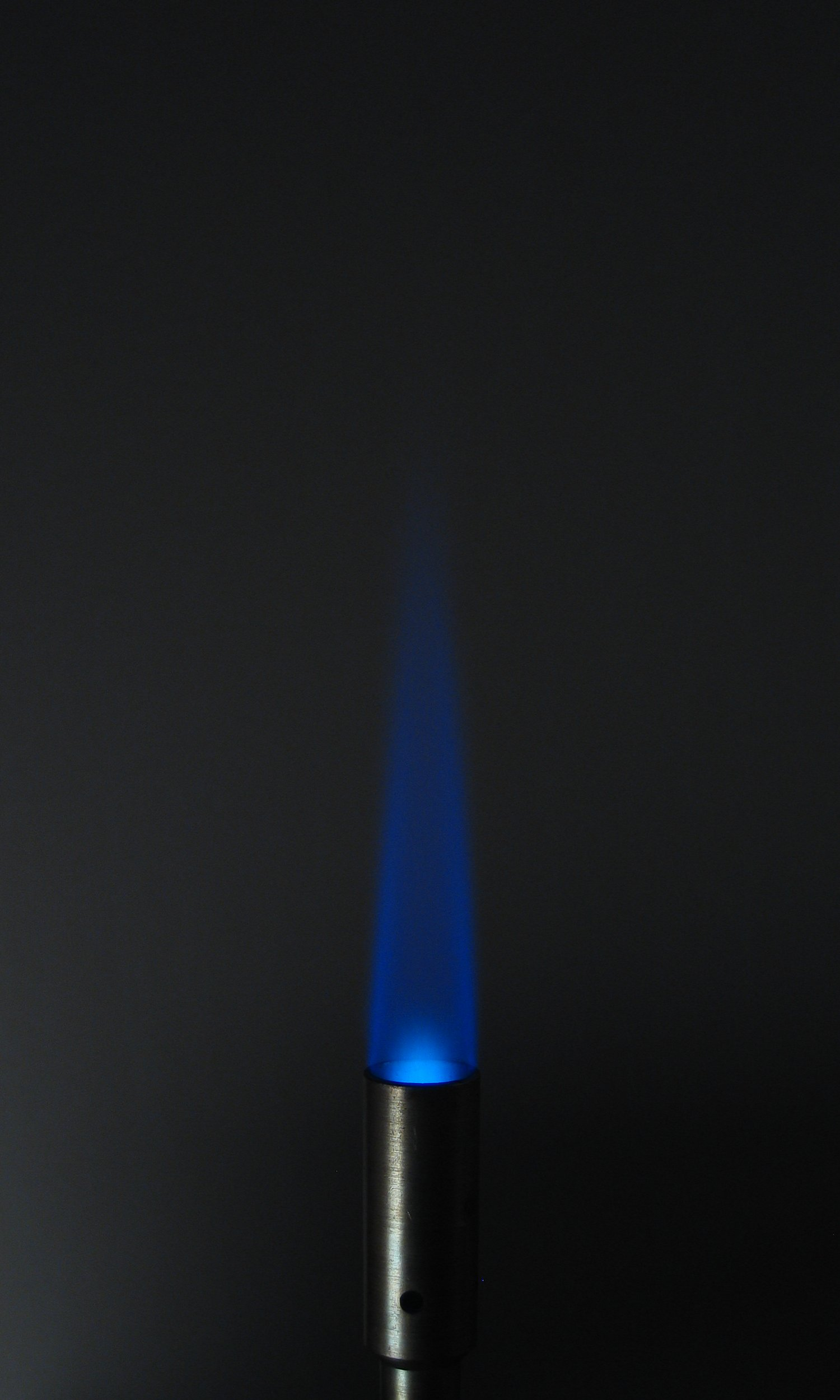
ブンゼンバーナーの炎

バーナー（Burner）は、気体燃料、霧状液体燃料、微粉炭などの燃料に空気を適量混合して燃焼させる装置。また、その火口。広義には燃焼装置全体を指す言葉として用いられるが、狭義には燃焼炎が噴き出す火口を指す。

## 概要
燃料を気体中に拡散させることにより、高温で燃焼させる。常温で気体・液体・粉体の燃料を用いるものがあり、燃料の発熱量・燃焼速度、目的とする燃焼温度・温度分布などによって構造も異なる。通常は燃料単体では燃焼しないので、酸化剤として空気、または酸素を燃料と最適な比率に混合する機構と燃焼させるための火口を有している。
最も身近なバーナーは家庭の台所にあるガスコンロである。このほかではキャンプなどで利用される小型ストーブが一般にはなじみの深いものとなる。産業用としてはボイラーやガス溶接用の吹管、道路工事などに利用されるガスバーナーなど各所で利用されている。

## 燃料別分類

### 気体燃料バーナー
気体燃料バーナーは、液体燃料用と比較して機構が単純である。
都市ガス・液化石油ガス（LPG）・製鉄所副生ガスなどが使用される。また、高温を得る目的でアセチレンと酸素を用いたものがある。

#### 拡散燃焼バーナー
拡散燃焼バーナーは、燃料の拡散作用による燃焼を行う。
- 先混合式：燃料と酸化剤を別々に供給して火口で混合して燃焼させるものである。
- 赤火式：燃料のみを酸化剤を加えることなく空気中に拡散させ燃焼させるものである。緩慢燃焼で低温の長い炎でありすすが発生しやすい。また、ガス圧を高めると炎が吹き飛びやすい。種火などに用いられる。
- 衝炎式：赤火式の一種で、炎を衝突させて燃焼させることにより炎の吹き飛びを防止し、一つの炎孔から大量の燃料の供給を可能にしたものである。

#### 予混合燃焼バーナー
予混合燃焼バーナーは、あらかじめ混合装置で燃料と酸化剤を最適な比率で混ぜ合わせ、火口で燃焼させるものである。
- ブンゼンバーナー：火口の手前に燃料ノズルと空気の取入孔があり、ノズルからの燃料の吹き出しにより一次空気を吸引して混合管で混合し、火口で二次空気を追加して完全燃焼させる。一次空気量の調整が適切でないと、逆火や不完全燃焼の危険がある。
- セミブンゼンバーナー：ブンゼンバーナーの一種であり、一次空気の量が理論空気量の40%以下となるよう空気孔を固定したもので、逆火の危険性がほとんど無い。
- 全一次空気バーナー：燃焼に必要な酸素を全て一次空気として送風機で供給し予め混合して燃焼させるものである。逆火の危険性が非常に少ない。

### 液体燃料バーナー
液体燃料バーナーには液体を噴霧化あるいは気化させるための装置が必要である。気化装置としては燃焼炎の熱で燃料を気化させるものが一般的である。
液体燃料として重油・軽油・灯油・ガソリンなどが利用される。

#### 噴霧装置
- 油圧式：燃料を加圧しノズルからスプレー状に噴霧するもの。
  - 非戻り油式：油量の調整を圧力によって行うものである。圧力を変化させるので油量による噴霧状態の変化が大きく調整範囲が狭い。
  - 戻り油式：油量の調整を戻り油の量で行うものである。圧力を変化させないので油量による噴霧状態の変化が少なく調整範囲が広い。
- 高圧気流式：燃料を196-980kPaの圧力の空気または蒸気とともに噴霧するもの。高粘度の低品質燃料の使用が可能である。
  - 内部混合形：燃料と噴霧媒体の混合室があり、そこで混合が行われ火口に供給されるもの。
  - 外部混合形：火口付近で燃料と噴霧媒体のが混合されるもの。
- 低圧気流式：燃料を3.9-19.6kPaの圧力の空気とともに噴霧するもの。
- 回転式：燃料を回転体に沿って流しその遠心力で拡散させるもの。

### 粉体燃料バーナー
固体燃料を細かく粉砕したものを使用する。粉砕した燃料は粉塵爆発の危険がある。

#### 直接式
粉砕した燃料を直ちにバーナーに送り燃焼させるものである。
- バーナーごとに粉砕機が必要である。
- 信頼性の高い粉砕機が必要である。
- 粉砕した燃料を貯蔵しないため粉塵爆発の危険が少ない。
- 大規模施設に適する。

#### 貯蔵式
粉砕した燃料を一旦貯蔵した後に必要量をバーナーに送り燃焼させるものである。
- 多くのバーナーで粉砕機を共用できる。
- 燃焼量の調整が迅速にできる。
- 粉砕した燃料を貯蔵するため粉塵爆発の危険が大きくなる。
- 中小規模施設に適する。

## 用途別分類

### 厨房機器
ブンゼンバーナー
フライヤー、オーブン、グリラーなど多くの厨房機器で使用。一次空気率40～70％で、二次空気は炎の周辺から供給。
シュバンクバーナー（赤外線バーナー）
燃焼方式は全一次空気式で燃焼に必要な空気はすべて一次空気。サラマンダーやオーブンなどで使用。
ブラストバーナー
燃焼方式は全一次空気式で燃焼に必要な空気はすべて一次空気（ブロワーなどの送風機で一次空気を供給）。中華レンジやフライヤーなどで使用。
パルス燃焼式バーナー
燃焼方式はパルス燃焼で、吸気、燃焼、排気、吸気のサイクルを繰り返す間欠燃焼。フライヤーや湯煎機などで使用。

### 実験器具
- ブンゼンバーナー
- テクルバーナー（英語版）